# Festő csillagkép

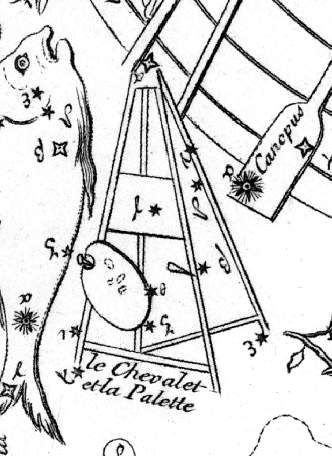
A Festő csillagkép

A Festő (latin: Pictor) egy csillagkép.

## Története, mitológia
Ezt a csillagképet Nicolas-Louis de Lacaille apát vezette be a 18. században. Az első neve Equus Pictoris (Festőállvány) volt, ez rövidült le Pictor-ra.

## Csillagok
- β Pictoris: negyedrendű, kékesfehér csillag, porgyűrű látható körülötte. 63 fényévnyire van a Földtől.
- ι Pictoris: kis távcsővel is szétválasztható, 105 fényévre lévő, egy 5,6 és egy 6,4 magnitúdós komponensből álló kettőscsillag.
- Kapteyn-csillag: vörös színű, kilencedrendű törpe, a Barnard-csillag után a második legnagyobb sajátmozgással rendelkezik. A sajátmozgása 414 évenként 1°, a távolsága 13 fényév.